# Жаботикабал
Жаботикабал (порт. Jaboticabal)  —  муниципалитет в Бразилии, входит в штат Сан-Паулу. Составная часть мезорегиона Рибейран-Прету. Входит в экономико-статистический  микрорегион Жаботикабал. Население составляет 73 524 человека на 2006 год. Занимает площадь 706,499 км². Плотность населения — 104,1 чел./км².
Праздник города —  16 июля.

## История
Город основан в 1828 году.

## Статистика
- Валовой внутренний продукт на 2003 составляет 671.440.571,00 реалов (данные: Бразильский институт географии и статистики).
- Валовой внутренний продукт на душу населения на 2003 составляет 9.494,49 реалов (данные: Бразильский институт географии и статистики).
- Индекс развития человеческого потенциала на 2000 составляет 0,815 (данные: Программа развития ООН).

## География
Климат местности: субтропический. В соответствии с классификацией Кёппена, климат относится к категории Cfa.